# Ранеб
Ранеб, Гор-Ранеб, Несу-Біт Уенег — єгипетський фараон II династії Раннього царства, який правив у XXIX столітті до н. е.

## Життєпис
Про наступника Хотепсехемуї відомо вкрай мало, існують навіть деякі суперечки у прочитанні його імені. Зазвичай ім'я читалось як «Ранеб» — «Ра (мій) повелитель». Але нещодавно думка про його прочитання змінила ці два елементи, що дає прочитання як Ранеб — «Повелитель сонця». Відповідно до такого уявлення, слово «Ра» — просто могло бути іменем сонця, а не іменем сонячного божества. Печатки Ранеба були знайдені у галереях царської гробниці в Саккарі, вважається, що Ранеб стежив за похованням свого попередника.
Найвідомішим артефактом, створеним за часів Ранеба, є поховальна стела з рожевого граніту. То була перша стела, що з'явилась не в Абідосі.
Манефон вважає, що Ранеб правив 39 років, що суперечить думкам сучасних вчених, які спираються на малу кількість пам'ятників часів його правління.